# Памятник Текутьеву
Памятник Андрею Ивановичу Текутьеву установлен в Тюмени на Текутьевском бульваре.

## История
Андрей Иванович Текутьев (1839—1916 гг.) был крупным предпринимателем, входившим в тройку самых богатых людей Тобольской губернии. Однако он прославился как щедрый меценат, много сделавший для Тюмени, и за свои благодеяния в 1906 г. получивший звание «Почетный гражданин города Тюмени».
Много десятилетий спустя потомки снова вспомнили о меценате. В 2007 г. был объявлен конкурс на создание памятника Андрею Текутьеву. Конкурс выиграл Екатеринбургский художественный фонд, в мастерских которого и была создана скульптура. Автором памятника выступил заслуженный скульптор России Андрей Антонов, а архитектором — Дмитрий Белик. Архитектору пришлось проделать большую работу, чтобы органично вписать памятник в архитектурную среду города. Городские власти тоже нескоро определились с местом установки памятника, и в итоге памятник не успели поставить ко Дню Города.
Памятник был выполнен из бронзы. Высота памятника около 2 м, вес — около 2 т. Меценат изображён подлинным Хозяином, вид у него властный, он спокоен и уверен в своих силах. Промышленник сидит в кресле, но готов тут же вскочить по своим неотложным делам. На памятнике простая надпись: «Текутьев». Площадку у памятника выложили плиткой, а рядом установили два осветительных столба с фонарями, стилизованными под XIX век.
Памятник был установлен в середине Текутьевского бульвара 12 августа 2008 г. накануне празднования Дня Тюменской области. На торжественной церемонии открытия присутствовало много тюменцев, около памятника был выставлен почетный караул. Памятник был освящён служителями Тобольско-Тюменской епархии по благословению архиепископа Тобольского и Тюменского Димитрия. Первыми цветы к памятнику возложили молодожены Александр и Мария Григорьевы, затем - первые лица города и области и, наконец, простые горожане.